# Stratosferska zvjezdarnica za infracrvenu astronomiju (SOFIA)
Stratosferska zvjezdarnica za infracrvenu Astronomiju (Stratospheric Observatory for Infrared Astronomy, SOFIA je zajednički projekt NASA-e i "Njemačkog zrakoplovnog centera" (njem.: Deutsches Zentrum für Luft- und Raumfahrt) na izgradnji i održavanju jednog teleskopa koji svoju ulogu vrši iz aviona tijekom leta. NASA je 1996. godine potpisala ugovor s "Američkim sveučilištem za istraživanje svemira" (Eng.: Universities Space Research Association) za razvoj, rad i upravljanje američkim dijelom zvjezdarnice dok njemačkim dijelom projekta upravlja Njemački institut SOFIA (Njem.:Deutsches Institut SOFIA).

## Uređaji
SOFIJA se bazira na širokotrupnom zrakoplovu Boeing 747SP. Zrakoplov je modificiran kako bi u zadnjem dijelu trupa mogao nositi 2,5 metara široki reflektorski teleskop. Ovaj teleskop je napravljen za infracrvena promatranja s visina od oko 12 km tijekom leta aviona u stratosferi. S time se zcjezdarnica postavlja iznad vodene pare u Zemljinoj atmosferi koja filtrira neke valne duljine i time onemogućava promatranje u ovom dijelu spektra uz pomoć zemaljskih teleskopa. Zrakoplova na ovoj visini može detektirati 85% infracrvenog dijela spektra. Zrakoplov također može putovati iznad bilo koju točku Zemljine površine tako da se ova promatranja mogu provoditi iz sjeverne i južne polutke. 
Jednom kad bude spreman za uporabu, za očekivati je da će biti u funkciji 3 ili 4 noći u tjednu u narednih 20 godina. SOFIA je trenutno bazirana u NASA-inim operativnim pogonima na zračnoj luci kalifornijskog grada Palmdale dok osoblje boravi u NASA-inom istraživačkom centru u kalifornijskom gradu Mountain View gdje se planiraju astronomska promatranja ove "leteće zvjezdarnice".

### Teleskop
SOFIA koristi 2,5 metarski reflektorski teleskop s primarnim ogledalom od 2,7 metara promjera, što je uobičajeno na većini velikih infracrvenih teleskopa.

### Zrakoplov
Zrakoplov SOFIA je širokotrupni Boeing 747SP (proizvodni serijski broj 21441), s istaknutom povijesću. Izvorno ga je preuzeo Pan American World Airways 6. svibnja 1977.  "SP" (posebna izvedba) označuje posebnu, kratku inačicu 747, izrađenu za letove dulje od osnovnih modela. U veljači 1986. avion kupuje United Airlines a iz aktivne službe je povučen u prosincu 1995. Dvije godine kasnije, NASA kupuje avion od Uniteda kako bi ga koristila u SOFIJA projektu. Tijekom 1997. provedeno je niz probnih letova nakon čega su u tvrtki "L-3 Communications" u zrakoplov ugrađeni novi sustavi potrebni za njegovu novu ulogu.
Kako bi se projektirale sve potrebne izmjene korištena je demontirana sekcija drugog Boeinga 747SP (N141UA) kao maketa u prirodnoj veličini. 
Teleskop je postavljen u zadnji dio zrakoplova iza nepropusnih pregrada. Njegov objektiv se nalazi u odjeljku sa znanstvenim instrumentima, u dijelu kabine pod tlakom. U središnjem dijelu aviona nalazi se odjeljak za provođenje i kontrolu znanstvenog istraživanja a u prednjem dijelu zrakoplova su odjeljci za edukaciju i prostor u koji mogu ući osobe koje nisu dio istraživanja.

## Razvoj projekta
Prva je put jedan zrakoplov korišten za infracrveno promatranje 1965. godine, kada je nizozemski astronom Gerard Kuiper koristio NASA-in Convair 990 za proučavanje Venere. Tri godine kasnije, Frank Niska koristi Learjet NASA-inog istraživačkog centra (eng.: NASA Ames Research Center) za promatranje Jupitera i maglice. 1969. godine počinje planiranje za ugradnju 910-milimetarskog teleskopa na neku letjelicu. Cilj projekta bio je obavljanje astronomskih promatranja iz stratosfere kako bi se izbjegle smetnje koje u infracrvenom dijelu spktra uzrokuje vodena para. Projekt nazvan "Kuiper Airborne Observatory" započeo je s radom 21. svibnja 1975. i postao je dijelom brojnih znanstvenih studija, uključujući otkriće sustava prstenova oko Urana.
Prijedlog za ugradnju teleskopa u veći zrakoplov službeno je predstavljen 1984. a prvi primjer sustava prikazan je 1887. godine. Bilo je dogovoreno da Njemačka sudjeluje u 20% od ukupnih troškova kao i u osiguranju teleskopa. Međutim, nakon ujedinjenja Njemačke i njenog smanjenog proračuna, projekt je kasnio pet godina.
Primarno ogledalo teleskopa SOFIA izrađeno je od "Zerodura", stakleno-keramičkog kompozitnog materijala skoro nulte termalne ekspanzije. Smanjivanje težine postignuto je izvedbom zadnjeg dijela u obliku saća. Poliranje ogledala završeno je 14. prosinca 1999. s postignutom točnosti optičke površine od 8,5 nm
Sekundarno ogledalo hiperboličkog oblika izrađeno je od silicijskog karbida a njegovo poliranje završeno je u svibnju 2000. godine. Tijekom 2002. glavne komponente teleskopa (sklop primarnog ogledala, glavna optička podrška i suspenzijski sklop) sakupljene su u Augsburgu u Njemačkoj. Nakon uspješnih integracijskih testova sustava, komponente su s Airbusom Beluga prevezene u Waco, Teksas gdje stižu 4. rujna 2002.
18. – 19.  kolovoza 2004. SOFIA sa zemlje uspješno izrađuje slike zvijezde Sjevernjače.
U veljači 2006. i porasta troškova s 185 milijuna na 330 milijuna dolara NASA stavlja projekt na ponovnu reviziju i suspendira dodatna sredstva. Nakon završene revizije projekta 15. lipnja 2006. NASA zaključuje kako nema nepremostivog tehničkog ili programskog izazova za nastavak razvoja SOFIJA projekta.
Prvi let SOFIA je imala 26. travnja 2007. u NASA-inim postrojenjima u mjestu Waco u Teksasu.
Nakon kratkog ispitnog programa avion je preselio u  Vojnu zrakoplovnu bazu Edwards. Prva faza testiranja tijekom leta iskorištena je za provjeru opterećenja zrakoplova sa zatvorenim vratima odjeljka s teleskopom što je i uspješno završeno do siječnja 2008.
Sredinom 2009. planirani su probni letovi na velikoj nadmorskoj visini, na brzini krstarenja s otvorenim vratima odjeljka s teleskopom, dok se prvi letovi u promatračkim misijama očekuju 2011. godine. Rad punim kapacitetom ove stratosferske zvjezdarnice predviđa se za 2014. godinu.